# ماسکیگن‌هایتس (میشیگان)
ماسکیگن‌هایتس، میشیگان (به انگلیسی: Muskegon Heights, Michigan) یک شهر در ایالات متحده آمریکا با جمعیت ۱۰٬۸۵۶ نفر است که در میشیگان واقع شده‌است.

## موقعیت جغرافیایی
موقعیت جغرافیایی شهرها و مناطق اطراف به شرح زیر است: